# Ophiacantha amelata
Ophiacantha amelata är en ormstjärneart som beskrevs av Hubert Lyman Clark 1938. Ophiacantha amelata ingår i släktet Ophiacantha och familjen knotterormstjärnor. Inga underarter finns listade i Catalogue of Life.